# 裂缝 (我为喜剧狂)
《裂缝》（Hiatus）是美国情景喜剧《我为喜剧狂》第1季的第21集，也是最后一集。由剧集主创人、执行制片人、女主演蒂娜·菲编剧，唐·斯卡迪诺执导，2007年4月26日通过全国广播公司在美国首播。客串出演这集的演员包括卡特里娜·宝登、凯文·布朗、欧文·伯克（Owen Burke）、格里兹·查普曼、马特·迪金森、瑞秋·德拉彻、布列塔尼·费尔顿（Brittany Felton）、汉娜·弗林（Hannah Flynn）、肖恩·海斯、艾米莉·莫迪默、克里斯·帕内尔、朗尼·罗斯、贾斯汀·史密斯（Justin Smith）、伊莲妮·斯楚奇、杰森·苏戴奇斯和妮基·E·沃克（Nikki E. Walker）等。此外还有莱斯特·霍尔特在节目中以自己的真实身份出场。
在这一集里，全国广播公司喜剧小品《与崔西·乔丹》已经到达了一季的尾声，首席编剧丽兹·莱蒙（Liz Lemon，蒂娜·菲饰）因为节目的头号明星崔西·乔丹（Tracy Jordan、崔西·摩根饰）仍然不知所踪而心急如焚。副总裁杰克·唐纳吉（Jack Donaghy、亚历克·鲍德温饰）准备与菲比（Phoebe、艾米莉·莫迪默饰）结婚，但他的健康状况却有些不容乐观。

## 剧情
全国广播公司电视节目《与崔西·乔丹》的头号明星崔西·乔丹由于相信有个“黑十字军”会对自己的生命构成威胁而逃到了宾夕法尼亚州一个名叫尼得摩尔（Needmore）的小镇，和电视台杂工跟班肯尼斯·帕塞尔（Kenneth Parcell，杰克·麦克布瑞尔饰）的堂兄杰西·帕塞尔（Jesse Parcell，肖恩·海斯饰）。这可急坏了首席编剧丽兹·莱蒙，因为本季节目的尾声已迫在眉睫。丽兹和副总裁派肯尼斯前往尼得摩尔，要求他无论如何要把崔西带回来，而崔西呆了几天觉得太闷也想回纽约，但杰西不想让他走，于是绑架了他。肯尼斯最后在崔西的两位随从达特·康和格里兹的陪同下救出了崔西，带他回纽约成功赶上了节目的演出。
杰克的妈妈科琳·唐纳吉来城里出席他前儿媳妇比安卡再婚的婚礼，并且顺路来看儿子，这让杰克很是郁闷。科琳一开始以为丽兹·莱蒙就是杰克的未婚妻菲比，之后认识了真正的菲比后，她反而更喜欢丽兹。母亲的到来和婚礼临近的压力导致杰克心脏病发，在医院里，科琳拿来一个心脏监控器谎称是测谎仪，探询儿子真正的心意，杰克承认自己并不真的爱菲比，于是两人取消了婚约。
丽兹的男友弗洛伊德搬到了远在俄亥俄州克利夫兰的故乡，两人努力试图维持这段长距离的感情。之后丽兹向杰克透露，自己已经和弗洛伊德分开了。

## 制作
在《克利夫兰》中扮演弗洛伊德·德巴伯一角的杰森·苏戴奇斯曾是全国广播公司喜剧小品《周六夜现场》的一名主要演员，这已经是他出演的第7集《我为喜剧狂》。
艾米莉·莫迪默继《企业挤压》和《克利夫兰》后在本集中第3次也是最后一次客串出镜。莫迪默在接受《费城问询报》采访时表示参加《我为喜剧狂》的演出是一场非常奇妙的体验，比她之前出演过的任何一部情景喜剧的速度都要快。演员会在前往拍摄地点的路上拿到台词，镜头周围会站上10个人，要是他们看了觉得不好笑，马上就会有人写一段新的台词重新来过。
曾与蒂娜·菲在《周六夜现场》中长期合作的女演员瑞秋·德拉彻本是扮演简娜·玛隆妮一角的初定人选，并已在节目起初拍摄的试播集中出演了这一角色。但到了2006年8月，执行制片人洛恩·迈克尔斯宣布简娜一角将另选演员出演，但德拉彻还是会在之前的多集节目中以不同的身份登场。在最后播出的这集试播集中，她以《女生秀》养猫人的身份出镜。同月晚些时候，全国广播公司宣布已由简·科拉克斯基取代德拉彻出演简娜一角，此外德拉彻还将在之后播出的《C开头的那个词》中诠释这个养猫人角色。在《后果》中，她扮演了一个名叫玛丽娅（Maria）的女佣，丽兹发现她被锁在一艘游艇的衣柜里。在《杰克遇上丹尼斯》里，德拉彻饰演了女演员伊丽莎白·泰勒。《崔西演柯南》中德拉彻出演的是崔西·乔丹出现幻觉时所看到的一个全身穿上臃肿蓝色服装的人，被称为“小蓝人”。在《分手》中，她诠释了帕梅拉·斯缪，是崔西和图弗之间的一组灵敏度训练治疗师成员。而到了《幼儿节目》中，德拉彻扮演了一位名叫格丽塔的女子，听说丽兹·莱蒙想怀个孩子后表示自己愿意做她的代孕母亲，在《熬夜》里，她饰演的是杰克喝醉后叫来的一个妓女。而《恶战》中，德拉彻诠释的是电视台大楼前引领抗议示威的一名领袖玛尔莎·布兰奇。到了《裂缝》里，德拉彻客串的是丽兹的医生波伏瓦。除此以外还有多位《周六夜现场》的演员参加过《我为喜剧狂》的演出，包括弗莱德·阿米森、克里斯汀·韦格、威尔·福特、莫莉·香侬、霍拉提奥·桑斯、简·霍克斯、克里斯·帕内尔等。《我为喜剧狂》的主创人、执行制片人兼女主演蒂娜·菲曾于1999至2006年担任《周六夜现场》的首席编剧，并且和崔西·摩根均曾是该节目的主要演员。亚历克·鲍德温也曾16次担任《周六夜现场》主持人，创下了该节目的最高纪录。
本集中宾夕法尼亚州尼得摩尔的镜头实际上是在皇后区拍摄的，与之相似的一个情况是前一集《克利夫兰》的镜头，实际上是在曼哈顿取景。

## 反响
《裂缝》在美国首播时一共吸引了470万户家庭观看，在18-49岁年龄段人群中收获了2.4 / 6的收视率。这个数字意味着首播时段全美所有该年龄段人群里有2.4%观看了这集节目，而当时有看电视的所有这一年龄段观众群中则有6%选择收看《裂缝》。节目在英国首播时，一共有20万观众收看。
IGN网站的罗伯特·坎宁（Robert Canning）对这一集的表现感到失望，认为之前几个星期受到好评的故事线索都没有在这最后一集里获得一个让人满意的结局，有一种受到愚弄的感觉。他觉得在前面连续多集都有亮眼的表现后，这一集的最终失败并不让人感到意外。坎宁给予这一集的评分为6.5（最高为10）。电视指南的马特·韦伯·米托维奇（Matt Webb Mitovich）觉得这集没有之前几集那么神经质，但这有可能是为了配合实际剧情的发展需要。
伊莲妮·斯楚奇在《裂缝》中的客串演出为她赢得了一座艾美奖杰出喜剧客串女演员奖。斯楚奇之后还将出现在《我为喜剧狂》第2至第7季的节目中，每一季都至少有一次出场。